# Comité letton des droits de l'homme
Le Comité letton des droits de l'homme est une ONG fondée en 1992 et est depuis 1995 membre de la FIDH. Ses coprésidents sont Vladimir Bouzaiev et Nathalie Iolkina. Ils ont été précédés dans cette fonction par Leonid Raihman, Gennadi Kotov, Alexeï Dimitrov et Tatjana Ždanoka.
Les domaines de travail principaux du comité sont la situation des non-citoyens de Lettonie, le droit au logement et la politique linguistique.
Les affaires du comité devant la CEDH incluent deux affaires lancées par la Grand Chambre, Ždanoka contre Lettonie et Andrejeva contre Lettonie. Les affaires contre la Lettonie devant le Comité des droits de l'homme de l'ONU et gagnées par les requérants (Ignatane contre Lettonie et Raihman contre Lettonie) ont impliqué la participation du comité.